# 阿蘇九重國立公園
阿蘇九重國立公園（日语：／），是位在日本熊本縣、大分縣的國立公園。1934年12月4日，與阿寒國立公園、日光國立公園、中部山岳國立公園、大雪山國立公園同時指定。1986年改名以前，稱為阿蘇國立公園（あそこくりつこうえん）。

## 概要
阿蘇九重國立公園以熊本縣舊名「火之國」的由來阿蘇山，與大分縣的九州本土最高峰中岳所在的九重山（九重連山）為中心。總面積72,678ha。
公園最初就包含九重山周邊，但當時稱做「阿蘇國立公園」。1953年以整備山並公路為前提，將沿線的由布岳、鶴見岳、高崎山（高崎山自然動物園）納入公園範圍。1986年，在當時大分縣知事與相關七市町村的陳情下，公園更名為「阿蘇九重國立公園」。「九重」使用平假名「くじゅう」則是由於當地有同音的九重與久住兩地名而選擇使用平假名。

### 特色與植被
由於屬火山地帶，公園內有筋湯溫泉與長湯溫泉等溫泉地，還有大岳與八丁原等地熱發電所。
除了指定為天然紀念物的國造神社「手野的杉木」（平成12年5月解除指定），還有久住山周邊的越橘、大船山周邊的九州杜鵑、鈴蘭等高山植物。高原區域有櫻草、龍膽（叢生龍膽）、糙毛藍刺頭等植物。另外還有特別天然紀念物日本髭羚在此棲息。

## 火山
- 阿蘇破火山口
- 阿蘇山
- 九重山
- 由布岳
- 鶴見岳

## 年表
- 1934年12月4日 - 被指定為阿蘇國立公園。
- 1953年9月1日 - 擴張指定大分縣的由布岳、鶴見岳、高崎山。
- 1956年5月1日 - 高崎山分離，編入瀨戶內海國立公園。
- 1986年9月10日 - 更名為阿蘇九重國立公園。

## 主要景點

### 熊本縣

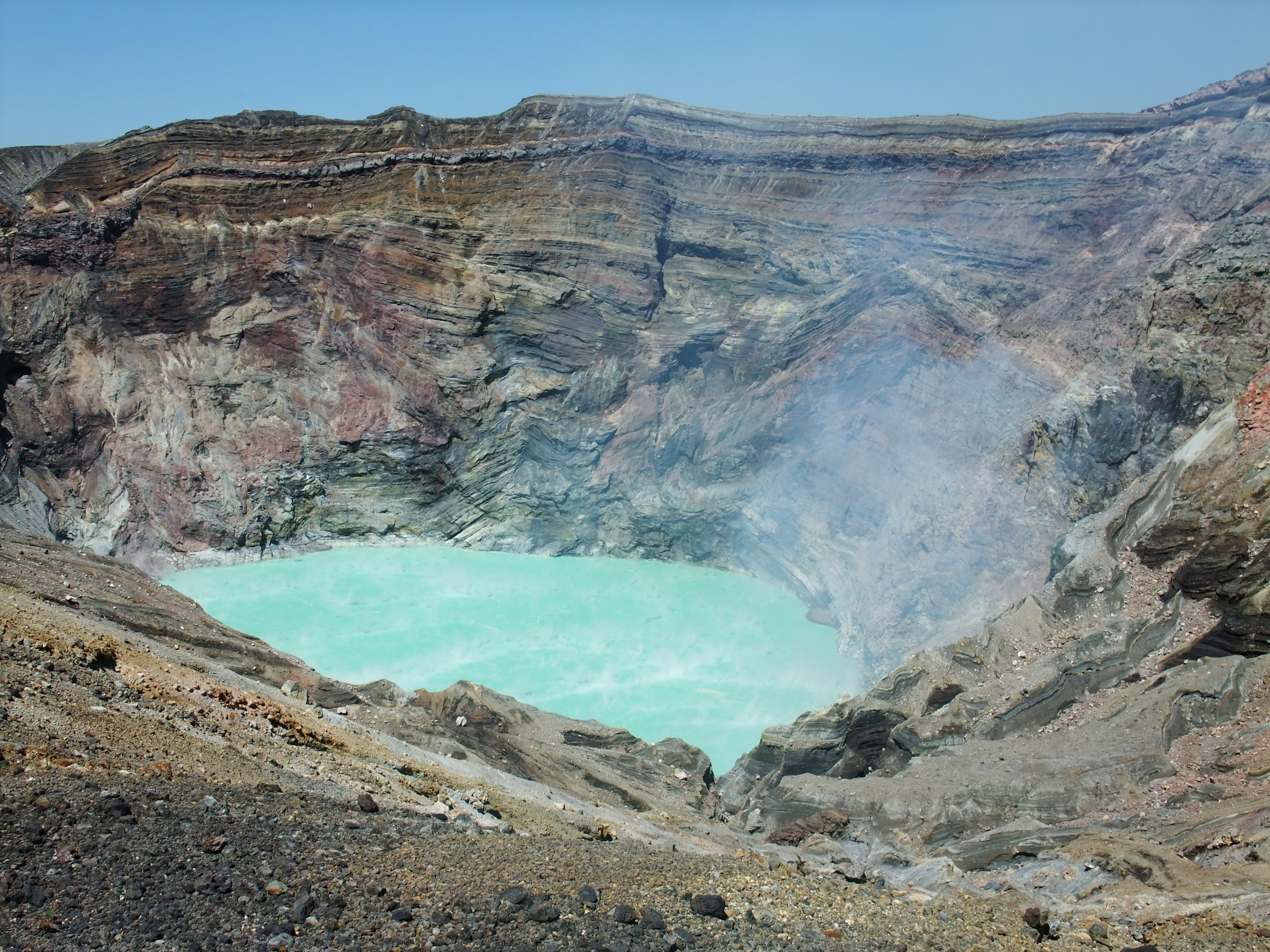
阿蘇五岳之一的中岳火山口

- 阿蘇山 - 世界最大級的破火山口式火山。包含中央火口丘阿蘇五岳（中岳（1,506m）、高岳（1,592m）、根子岳（1,433m）、杵島岳（1,326m）、烏帽子岳（1,337m））與阿蘇谷、南鄉谷及周圍外輪山等。
- 仙醉峽（日语：仙酔峡）
- 草千里
- 阿蘇神社 - 肥後國一宮。
- 大觀峰 - 位於阿蘇外輪山的展望台。
- 瀨之本高原（日语：瀬の本高原）
- 菊池溪谷（日语：菊池渓谷） - 四十三萬瀑布（日本瀑布百選）所在的溪谷。森林浴之森100選（日语：森林浴の森100選）。名水百選。
- 白川水源（日语：白川 (熊本県)） - 白川吉見神社的湧水。湧出量每分鐘60噸。名水百選。

### 大分縣

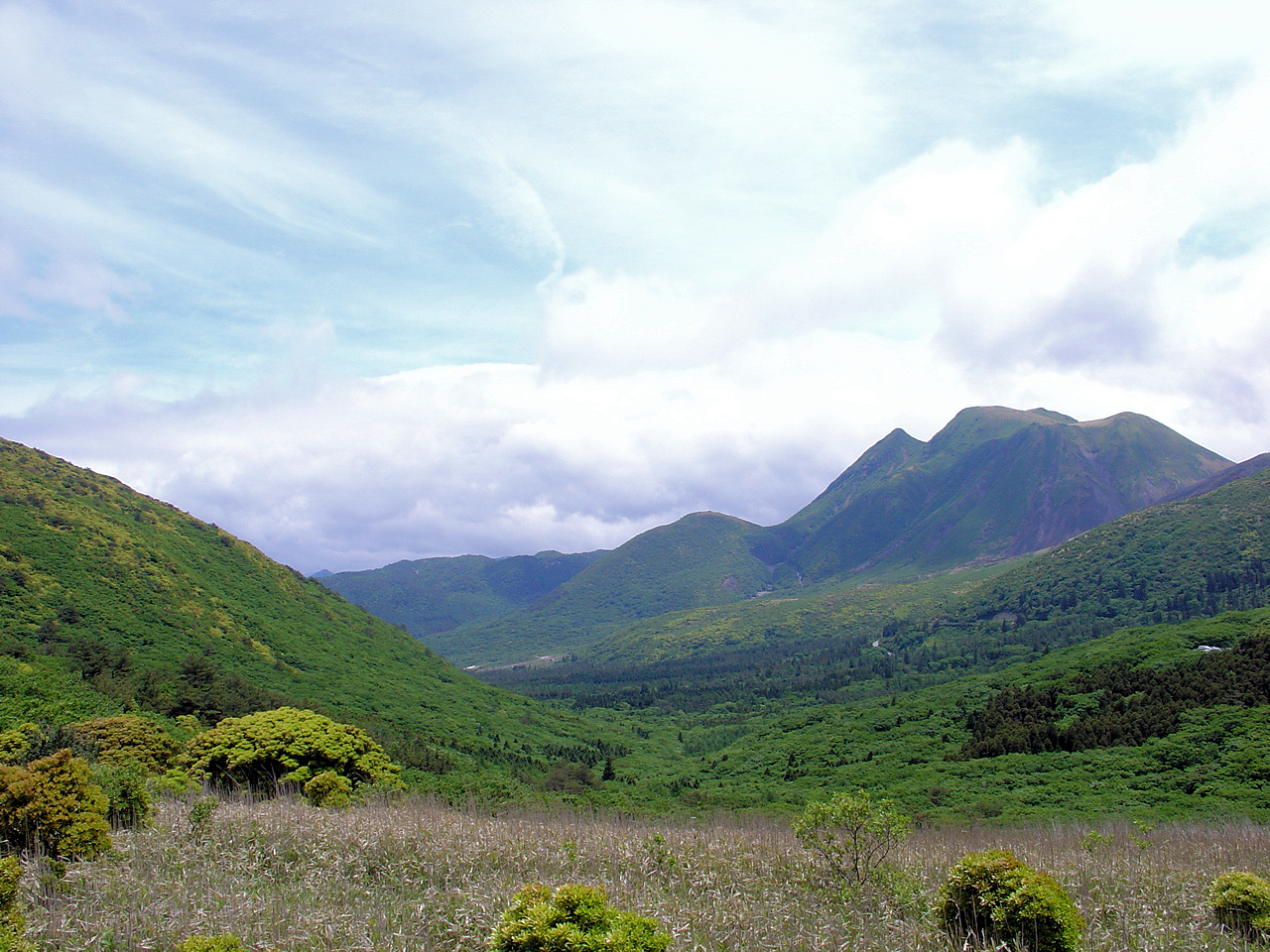
牧之戶峠所見的九重連山

- 九重山（九重連山）） - 九州本土最高峰中岳（1,791m）、主峰久住山（1,786m）、稻星山（1,774m）、星生山（1,762m）、三俣山（1,745m）、大船山（日语：大船山 (大分県)）（1,786m）等1,700m級山岳。
  - 坊鶴（日语：坊ガツル）、蓼原（日语：タデ原） - 九重連山的拉姆薩公約登錄濕地。
  - 九重九湯（日语：九重九湯）（寶泉寺溫泉（日语：宝泉寺温泉）、壁湯溫泉（日语：壁湯温泉）、川底溫泉（日语：川底温泉）、龍門溫泉（日语：竜門温泉）、湯坪溫泉（日语：湯坪温泉）、筋湯溫泉（日语：筋湯温泉）、筌之口溫泉（日语：筌の口温泉）、長者原溫泉（日语：長者原温泉）、寒之地獄溫泉（日语：寒の地獄温泉））、法華院溫泉（日语：法華院温泉） - 九重連山の山腹、山麓にある温泉。
  - 久住高原（日语：久住高原） - 九重連山南麓的高原。與謝野鐵幹、晶子夫妻曾到訪。
  - 飯田高原（日语：飯田高原） - 九重連山北麓的高原。川端康成小說《波千鳥》的舞台。
- 由布岳 - 新百名山之一。又稱豐後富士。
- 鶴見岳（日语：鶴見岳） - 以冬季霧冰與別府灣日出聞名。
- 城島高原（日语：城島高原） - 鶴見岳南麓高原。
- 志高湖（日语：志高湖） - 海抜600m的高原湖。附設露營場。
- 高崎山（高崎山自然動物園） - 以日本獼猴聞名的山岳。1956年併入瀨戶內海國立公園。

## 面積
- 面積 - 72,678ha （陸域部分）
  - 熊本縣 - 54,368ha
  - 大分縣 - 18,310ha

## 關連市町村
- 熊本縣 - 菊池市、阿蘇市、大津町、南小國町、小國町、產山村、高森町、南阿蘇村
- 大分縣 - 別府市、由布市、竹田市、九重町、玖珠町

## 集團設施地區、遊客中心
| 地區名   | 面積    | 所在地               | 使用人數（人） |
| -------- | ------- | -------------------- | -------------- |
| 瀨之本   | 76.6ha  | 熊本縣阿蘇郡南小國町 | 2,748,000      |
| 南阿蘇   | 72.3ha  | 熊本縣阿蘇郡高森町   | 853,000        |
| 地獄垂玉 | 31.6ha  | 熊本縣阿蘇郡南阿蘇村 | 2,625,000      |
| 久住高原 | 43.0ha  | 大分縣竹田市         | 2,000          |
| 長者原   | 186.6ha | 大分縣玖珠郡九重町   | 2,726,000      |

| 中心名               | 設置者 | 所在地                       | 使用人數（人） |
| -------------------- | ------ | ---------------------------- | -------------- |
| 長者原遊客中心       | 環境省 | 大分縣玖珠郡九重町田野255-33 | 122,010        |
| 南阿蘇遊客中心       | 環境省 | 熊本縣阿蘇郡高森町高森3219   | 16,921         |
| 阿蘇草原保全活動中心 | 環境省 | 熊本縣阿蘇市小里656          | 6,792          |

## 關連項目
- 日本國立公園

## 外部連結
- （日語）阿蘇九重國立公園 （页面存档备份，存于）